# La fiesta del chivo
La festa del Chivo (2000) és una novel·la de l'escriptor hispà-peruà Mario Vargas Llosa, premi Nobel de Literatura en 2010. El llibre s'ambienta en la República Dominicana i retrata l'assassinat del dictador dominicà Rafael Leónidas Trujillo i les seves seqüeles, des de dos punts de vista amb una generació de diferència: durant i immediatament després de l'assassinat en si, al maig de 1961, i trenta-cinc anys més tard. En tot, també hi ha una àmplia reflexió sobre l'apogeu de la dictadura, en la dècada de 1950, i la seva importància per a l'illa i els seus habitants.